# Torbanite

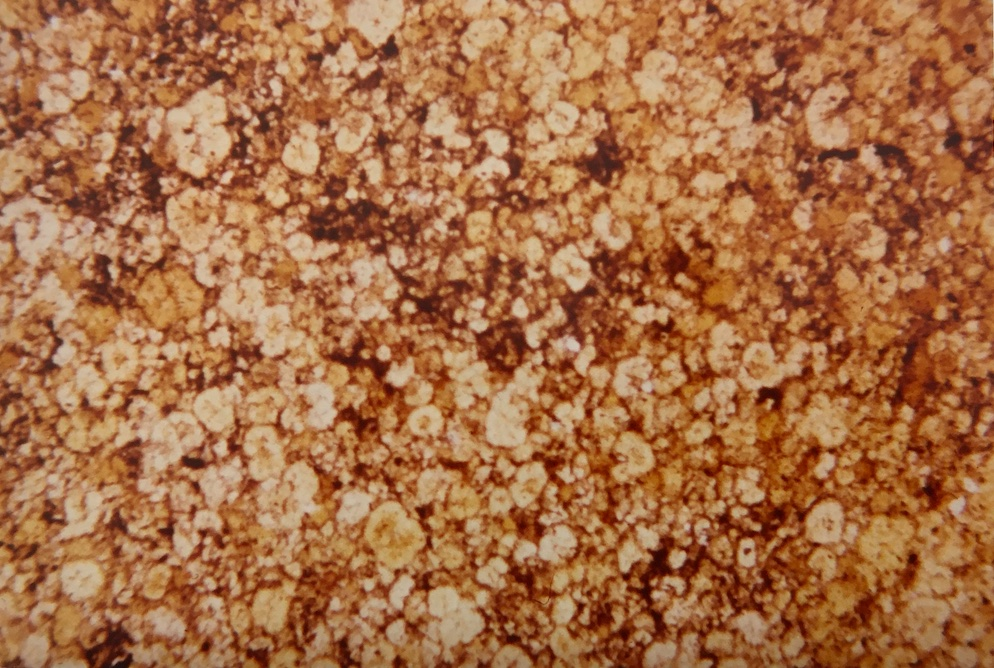
Torbanite de Bathgate en Écosse.

La torbanite, également appelée boghead coal (en anglais, litt. « charbon de tête de tourbière »), charbon sapropélique ou charbon de canal, est une variété de schiste bitumineux noir à grain fin, issue du processus de transformation en charbon de sédiments sapropéliques. Elle se présente généralement sous la forme de masses lenticulaires, souvent associées à des dépôts de charbons permiens,  La torbanite est classée parmi les schistes bitumineux de type lacustre.
La torbanite est nommée d'après Torbane Hill près de Bathgate en Écosse.
D'autres gisements importants de torbanite se trouvent en Pennsylvanie et en Illinois, aux États-Unis, à Mpumalanga en Afrique du Sud, dans le bassin de Sydney de la Nouvelle-Galles du Sud, en Australie, dont le plus grand gisement est situé à Glen Davis, et en Nouvelle-Écosse, au Canada,
La matière organique (télalginite) dans la torbanite provient de restes végétaux microscopiques riches en lipides, semblables en apparence à l'algue verte coloniale d'eau douce Botryococcus braunii. Les hydrocarbures extracellulaires produits par l'algue ont amené les scientifiques à examiner l'algue comme une source de torbanites permiennes  et comme un producteur possible de biocarburants.
La torbanite comprend typiquement 88% de carbone et 11% d'hydrogène. L'huile de paraffine peut être distillée à partir de certaines formes de torbanite, un procédé découvert et breveté par James Young en 1851.
Les gisements de torbanite sont de petite taille et représentent 10 % des réserves mondiales de charbon.
En 1986, la géochimiste Sylvie Derenne publie ses recherches sur les torbanites à l'Université Pierre-et-Marie-Curie sous la direction d’Éliette Casadevall.